# Ida Gliksztejn
Ida Gliksztejn, secundo voto Weber, tertio voto Jarkoni, ur. jako Alta Iska Rapaport (ur. 18 lutego 1905 w Józefowie, zm. 31 stycznia 1997 w Ramat ha-Szaron) – polsko-izraelska nauczycielka i urzędniczka narodowości żydowskiej, autorka pamiętnika o okupacji hitlerowskiej i sytuacji Żydów w Lublinie.

## Życiorys
Urodziła się 18 lutego 1905 Józefowie w chasydzkiej rodzinie jako Alta Iska Rapaport, najstarsze z siedmiorga dzieci kupca Arona Icka Rapaporta i Chany Hindy z domu Fuks. W 1916 rodzina przeprowadziła się do Warszawy, a w 1917 do Lublina. Sytuacja materialna rodziny poprawiła się, gdy ojciec objął posadę kierownika podlubelskiego tartaku, który dzierżawił od dwóch przemysłowców. Na początku lat 20. XX w. Alta skończyła prywatne żeńskie gimnazjum Róży Szperowej. Udzielała prywatnych korepetycji. Od drugiej połowy lat 30. pracowała jako nauczycielka w szkole Tarbut.
W 1928 wyszła za Mojżesza Gliksztejna, późniejszego wicedyrektora lubelskiej Izby Rzemieślniczej. W 1930 urodziła syna Aleksandra Jehudę, a w 1937 córkę Rut. W kwietniu 1939 w wyniku narastających nastrojów antysemickich Mojżesz został zwolniony z pracy, co wpłynęło na sytuację materialną rodziny. Jednak dotychczasowy dobrobyt i zasymilowanie pomogły przetrwać II wojnę światową.
Po zajęciu Lublina przez Niemców Ida i jej mąż zaczęli pracę w administracji Gminy Żydowskiej, przekształconej niebawem w Judenrat. Ida trafiła tam latem 1941, kiedy w getcie żniwo zbierała epidemia tyfusu. Była kontrolerką sanitarną w Komisji Sanitarnej funkcjonującej przy Wydziale Zdrowia Rady Żydowskiej. Czuwała nad stanem sanitarnym jednego z rewirów getta.
W czasie wojny rodzina kilkukrotnie zmieniała miejsce zamieszkania. Dzięki uprzywilejowanej pozycji Mojżesza, od wiosny 1942 kierownika Wydziału Pracy Przymusowej Mężczyzn przy Radzie Żydowskiej, a później zastępcy kierownika kancelarii Rady Żydowskiej w getcie na Majdanie Tatarskim, rodzinę ominął obowiązek przeniesienia się do getta na Podzamczu, stworzonego w marcu 1941. Zagłady nie przeżyło rodzeństwo Idy: bracia Alter i Majer Szulim oraz siostry Brandla i Rochma.
W noc przed likwidacją getta na Majdanie, 9 listopada 1942, Ida Gliksztejn, uciekła z getta do koleżanki z pracy męża, Reginy Czyżewskiej, która ukrywała już wyprowadzoną 2 tygodnie wcześniej córkę Idy. Kobieta załatwiła sobie i córce katolickie akty urodzenia z danymi urodzonej w podlubelskim Wrotkowie w 1910 Genowefy Krzeszowiec oraz jej córki Teresy (zmarłej w 1942). Znajomy pomógł wyrobić fałszywe kenkarty. Mąż i syn Idy trafili na Majdanek. Aleksander Jehuda został zamordowany w komorze gazowej, a Mojżesz w akcji „Dożynki” rok później.
Dzięki pomocy kolegi z pracy męża, działacza PPR Ryszarda Postowicza, Ida wraz z córką ukrywały się w willi zamieszkałej przez Stefanię Parczewską na podlubelskim Sławinku. Tu doczekały końca wojny.
W kwietniu 1945 wyjechała do Bytomia. Pracowała jako sekretarka w miejscowym Komitecie Żydowskim, później w administracji Technikum Państwowego dla Dorosłych. W kwietniu 1946 wyszła za mąż za Herberta Webera, kierownika wydziału w fabryce włókienniczej. W czerwcu 1948, kilka miesięcy po śmierci drugiego męża, urodziła córkę – Annę Helenę (po wyjeździe do Izraela Anat).
Nawiązała stałą współpracę Centralną Żydowską Komisją Historyczną w Łodzi. Jako korespondentka spisywała relacje Żydów, którzy przeżyli Zagładę. Rozpoczęła też pisanie pamiętnika, przedstawiając życie codzienne Żydów w Lublinie i nazistowski terror oraz własne przeżycia. Pracę skończyła w 1947. Oryginał pamiętnika przechowywany jest w Żydowskim Instytucie Historycznym w Warszawie.
W 1947 uczestniczyła w zjeździe ocalonych lubelskich Żydów we Wrocławiu.
W 1949 rozpoczęła wieczorowe studia w Wyższej Szkole Ekonomicznej w Katowicach. W 1951 skończyła Państwowy Wyższy Kurs Nauczycielski w Bytomiu. Mogła odtąd być nauczycielką w szkołach powszechnych. W 1952 ukończyła roczne studia w Państwowym Centralnym Studium Administracji Gospodarczej w Katowicach. W 1954 otrzymała dyplom Centralnego Urzędu Szkolnictwa Zawodowego, dzięki któremu mogła nauczać ekonomii politycznej w szkołach zawodowych. W końcu lat 40. XX w. zaczęła pracować jako nauczycielka w bytomskim technikum. W połowie lat 50. XX w. została asystentką w Katedrze Ekonomii Politycznej na Wydziale Mechanicznym Politechniki Śląskiej im. W. Pstrowskiego w Gliwicach.
W środowisku polskim i w urzędowych dokumentach (np. świadectwa szkolne) zarówno Ida, jak jej córka Ruth, przedstawiały się jako chrześcijanki. W środowisku żydowskim Gliksztejn używała danych sprzed 1939. Prowadziła podwójne życie.
Fałszywymi danymi posługiwały się aż do wyjazdu z Polski, co nastąpiło w kwietniu 1957. Wyemigrowała do Izraela, zabierając obie córki. Pracowała w księgowości Irgun Imahot Owdot (Związku Pracujących Matek) przy federacji związków zawodowych Histadrut w Tel Awiwie, potem w Instytucie Jad Waszem w Jerozolimie, gdzie spisywała relacje ocalałych z Zagłady. W latach 60. XX w. była też kierowniczką biura w Związku Byłych Więźniów Obozów Koncentracyjnych w Hajfie.
Jej trzecim mężem był Awraham Jarkoni. Zamieszkali w Kefar Chasidim.
W latach 60. XX w. spisała 3 kolejne obszerne relacje, przechowywane w archiwach Instytutu Jad Waszem w Jerozolimie oraz Państwowego Muzeum na Majdanku. Pomiędzy relacjami a wcześniejszym pamiętnikiem występują różnice. Wydarzenia opisała w co najmniej 7 wersjach. Wszystkie teksty, uzupełnione innymi materiałami, m.in. zdjęciami od rodziny, stały się podstawą wydanego nakładem Ośrodka „Brama Grodzka – Teatr NN” w 2007 pamiętnika. Ukazał się jako Pamiętnik z czasów wojny. Lublin, wrzesień 1939 – styczeń 1943. Jest najbardziej szczegółowym ze wszystkich zachowanych świadectw z okresu II wojny światowej tekstem o Polakach narodowości żydowskiej w okupowanym przez Niemców Lublinie. Wcześniej, bo już w końcu lat 40. XX w., były podejmowane próby wydania pamiętnika Idy Gliksztejn, ale maszynopis został ocenzurowany zgodnie z ówczesną obowiązującą narracją.